# Coloman I al Ungariei
Coloman I Cărturarul (în limba maghiară I. (Könyves) Kálmán), uneori  Koloman (n. 1070, Székesfehérvár, Țările Coroanei Sfântului Ștefan, Ungaria – d. 3 februarie 1116, Székesfehérvár, Țările Coroanei Sfântului Ștefan, Ungaria), a fost un Rege al Ungariei (1095–1116)   și Croației (din 1108 titlul regal complet a fost „Rege al Ungariei, Slavoniei, Croației și Dalmației”).  În ciuda faptului că era primul născut al tatălui său, Géza I, Coloman a trebuit să se lupte pentru tron cu fratele lui mai tânăr, Álmos, se pare din cauza unei malformații fizice a primului, care nu l-ar fi făcut potrivit pentru domnie. Lupta pentru tron s-a încheiat în favoarea lui Coloman, care a luat decizia crudă să își orbească fratele mai mic și pe fiul său minor, viitorul rege Béla al II-lea.
Pe de altă parte, Coloman a fost unul dintre cei mai învățați monarhi. Cronicarul polonez  Gallus Anonymus l-a descris pe rege ca fiind „mai educat în științețe literare decât orice rege care trăia în vremea sa”..  Coloman a fost un legiuitor care a diminuat severitatea legilor emise de înaintașul său.